# パンタイ・レミスの地すべり
パンタイ・レミスの地すべり（英語：Pantai Remis landslide）とは、1993年10月21日に、マレーシアのペラ州パンタイ・レミス近くで発生した土砂崩れ及び洪水である。
土砂崩れはマラッカ海峡に近い、スズ採掘産業で有名な州内の地域にある廃鉱となった露天掘りのスズ鉱山で発生した。映像には、海に最も近い採掘面が急速に崩壊し、廃鉱が完全に浸水され、約50 haの入り江が形成される様子が映っている。

## 映像(YouTube)
この出来事の動画は2007年5月17日付けでYouTube上に投稿された。
イギリスにあるダラム大学の地理学部教授Dave Petleyは、この映像について、解像度は低いものの、この映像はこれまで見た中で最も優れた地滑り記録だと述べている。